# Romanización JSL
JSL es un sistema de romanización para transcribir el idioma japonés a la escritura latina. Fue ideado por Eleanor Jorden en su libro de 1987 Japonés: el lenguaje hablado. El sistema se basa en la romanización Kunrei-shiki. El japonés Yale es un nombre alternativo menos conocido para el sistema JSL.
Está diseñado para enseñar japonés hablado y, por lo tanto, sigue bastante de cerca la fonología japonesa. Por ejemplo, se pueden lograr diferentes conjugaciones de un verbo cambiando la vocal final (como en el cuadro de la derecha), "teniendo así una relación directa con la estructura japonesa" (en palabras de Jorden)), mientras que la romanización común de Hepburn puede requerir excepciones en algunos casos, para ilustrar más claramente la pronunciación a los hablantes nativos de inglés.
JSL se diferencia de Hepburn particularmente en que utiliza vocales duplicadas, en lugar de macrones, para representar las vocales largas /oː/ y /ɯː/. Tokio (Tōkyō) y Osaka (Ōsaka), por ejemplo, se escribirían (Tookyoo) y (Oosaka) en JSL. Además, JSL representa ん, la n silábica, como una "n" con un macron encima, (n̄), para evitar la práctica que utilizan otros sistemas de escribir a veces (n) y a veces (n') dependiendo de la presencia de una vocal siguiente o (y).
Existe un estrecho vínculo entre la pronunciación japonesa y JSL, donde se da un símbolo consistente para cada fonema japonés. Esto significa que se aparta un poco de la ortografía japonesa, ya que おう está romanizado como (oo) cuando indica una /oː/ larga, pero como (ou) cuando indica dos sonidos vocálicos distintos, como en (omou) para 思う ( もう). De manera similar, (ei) está reservado para la pronunciación [ei] únicamente, mientras que otros sistemas de romanización (incluido Hepburn) siguen la ortografía hiragana, por lo que es imposible saber si [eː] o [ei] están representados. También distingue entre (g), que se usa cuando solo es posible un sonido /ɡ/, y (ḡ), que se usa cuando un sonido nasal velar [ŋ] (el "ng" en la palabra inglesa "singer") También es posible. Las partículas は y へ están romanizadas (wa) y (e), de acuerdo con su pronunciación. Sin embargo, al igual que Kunrei-shiki y Nihon-shiki, JSL no distingue entre alófonos en japonés que están cerca de diferentes fonemas en inglés.
JSL indica el acento tonal de cada mora. Una vocal con acento agudo (´) denota la primera mora de tono alto, un acento grave (`) marca la última mora de tono alto y un circunflejo (ˆ) marca la única mora de tono alto en una palabra. En este sistema 日本 'Japón' se escribiría (nihôn̄) y 二本 'dos (palos)' como (nîhon̄), 端です 'Es el borde' sería (hasí dèsu) (que representa /hasi desu/ [hàɕi des (ɯ̀ᵝ)]. (Es por eso que se deben usar vocales duplicadas en lugar de macrones).